# Карпов, Сергей Петрович
Серге́й Петро́вич Ка́рпов (25 сентября (8 октября) 1903, Томск — 25 августа 1976, Томск) — советский микробиолог, создатель научных школ в области микробиологии, вирусологии и иммунологии. Ведущий специалист в стране по эпидемиологии, профилактике и лечению туляремии и клещевого энцефалита. Доктор медицинских наук (1942), академик АМН СССР (1974), заслуженный деятель науки РСФСР. Член комиссии по координации научных исследований при Московском НИИ вакцин и сывороток им. Мечникова, председатель координационного совета по иммунологии и иммунопатологии СО АН СССР, председатель Томского отделения Всероссийского общества микробиологов, эпидемиологов и инфекционистов (1939—1966).

## Биография
В 1922 году Сергей Карпов поступил на медицинский факультет Томского университета, после его окончания в 1927 был направлен заведовать участковой больницей в Ижморском районе, а через три месяца был призван в армию и назначен младшим врачом полка связи СибВО, который был расквартирован в Томске.
В 1928 Г. Ф. Вогралик пригласил Карпова на кафедру инфекционных болезней в качестве ординатора, на которого возлагалось и преподавание. В ноябре 1929 года одновременно с работой в клинике он был зачислен лаборантом эпидотдела Бактериологического института. Именно здесь Сергей Петрович эффективно сочетал большую оперативную и противоэпидемическую работу с научно-исследовательской. В 1934 году, не прерывая работы в Институте эпидемиологии и микробиологии (новое название Бактериологического института), принял приглашение профессора Г. Ф. Вогралика на должность доцента кафедры эпидемиологии.
В 1937 году в связи со смертью Г. Ф. Вогралика Сергей Карпов был назначен заведующим кафедрой микробиологии Томского медицинского института (1942—1976).
В годы Великой Отечественной войны Сергей Петрович совместно с сотрудниками в связи с возникшими трудностями в снабжении производства бактерийных препаратов различным сырьём и химикалиями развернул работу по изысканию различных заменителей, а также полного использования применявшегося в производстве сырья. В послевоенные годы возглавил группу научных работников медицинского института, института вакцин и сывороток, университета и практических врачей, успешно изучавшую встречающиеся на территории Западной Сибири заболевания с природной очаговостью (клещевой энцефалит, листериоз, лихорадка Ку).
Редактор Большой медицинской энциклопедии АМН СССР. Автор восьми монографий.
В 1952 году за выдающиеся заслуги в области микробиологии С. П. Карпов был избран членом-корреспондентом АМН СССР, а в 1974 году — действительным членом АМН СССР.

## Научная деятельность
Основные научные работы С. П. Карпова посвящены изучению природной очаговости туляремии, клещевого энцефалита и др. Он первым обнаружил гемолитические свойства у бруцелл; исследовал токсинообразование у бактерий, в частности у дифтерийной палочки; установил участие некоторых видов клещей, комаров и мокрецов в циркуляции в природе возбудителя туляремии, выяснил роль водного фактора в распространении этого заболевания. Обосновал возможность фагопрофилактики брюшного тифа. Разрабатывал методы изготовления вакцин и сывороток.
С. П. Карпов уделял большое внимание подготовке научных кадров, создал школу сибирских микробиологов, вирусологов, иммунологов. Под его руководством выполнено 13 докторских и 80 кандидатских диссертаций, его учениками являются академик АМН СССР Н. В. Васильев, профессора З. М. Землякова, О. В. Васильева. В. Д. Подоплекин, Т. С. Федорова, Ю. В. Федоров, Е. П. Красноженов.

## Награды
- 1952 — Орден Трудового Красного Знамени;
- 1960 — заслуженный деятель науки РСФСР;
- 1961 — Орден «Знак Почёта»;
- 1970 — Орден Ленина;
- медаль «За доблестный труд в Великой Отечественной войне 1941—1945 гг.»;
- Именем Карпова названа улица в Томске.

## Семья
Сын С. П. Карпова, Ростислав Сергеевич Карпов (род. 8 сентября 1937, Томск) — известный советский и российский кардиолог, академик РАМН, лауреат Государственной премии СССР, заслуженный деятель науки Российской Федерации, директор НИИ кардиологии Томского научного центра СО РАМН.

## Научные труды
1. Справочник по вопросам туляремии / С. П. Карпов. Новосибирск, Западно-Сибирское краевое издательство, 1937;
2. Туляремия и борьба с ней / С. П. Карпов. Новосибирск, Новосибгиз, 1940 [переиздания: Новосибирск, 1944 и 1949; в соавт. — Е. И. Косицина. Томск, 1954];
3. Туляремия и меры борьбы с ней / С. П. Карпов, Е. И. Косицына; Томский областной отдел здравоохранения, Томский научно-исследовательский институт вакцин и сывороток. Томск, Книжное издательство, 1961;
4. Клещевой энцефалит и меры борьбы с ним / С. П. Карпов, В. М. Попов; Томский медицинский институт им. В. М. Молотова, Томский научно-исследовательский институт вакцин и сывороток Министерства здравоохранения СССР. Томск, 1953 [переиздания 1954, 1955, 1956, 1957 и 1961 гг.];
5. Эпидемиология и профилактика клещевого энцефалита / С. П. Карпов, Ю. В. Федоров. Томск, Издательство Томского университета, 1963.